# Ädelbeckasin
Ädelbeckasin (Gallinago nobilis) är en sydamerikansk bergslevande beckasin.

## Kännetecken

### Utseende
Ädelbeckasinen är en 30-32,5 centimeter lång fågel, likt andra beckasiner med kraftig kropp, lång rak näbb, och korta ben. Ovansida, huvud och hals är streckade och mönstrade med mörkbrunt och beige, och guldfärgade kanter på fjädrarna formar distinkta linjer nerför ryggen. Buken är vit med brun bandning på flankerna. Benen är grågröna.

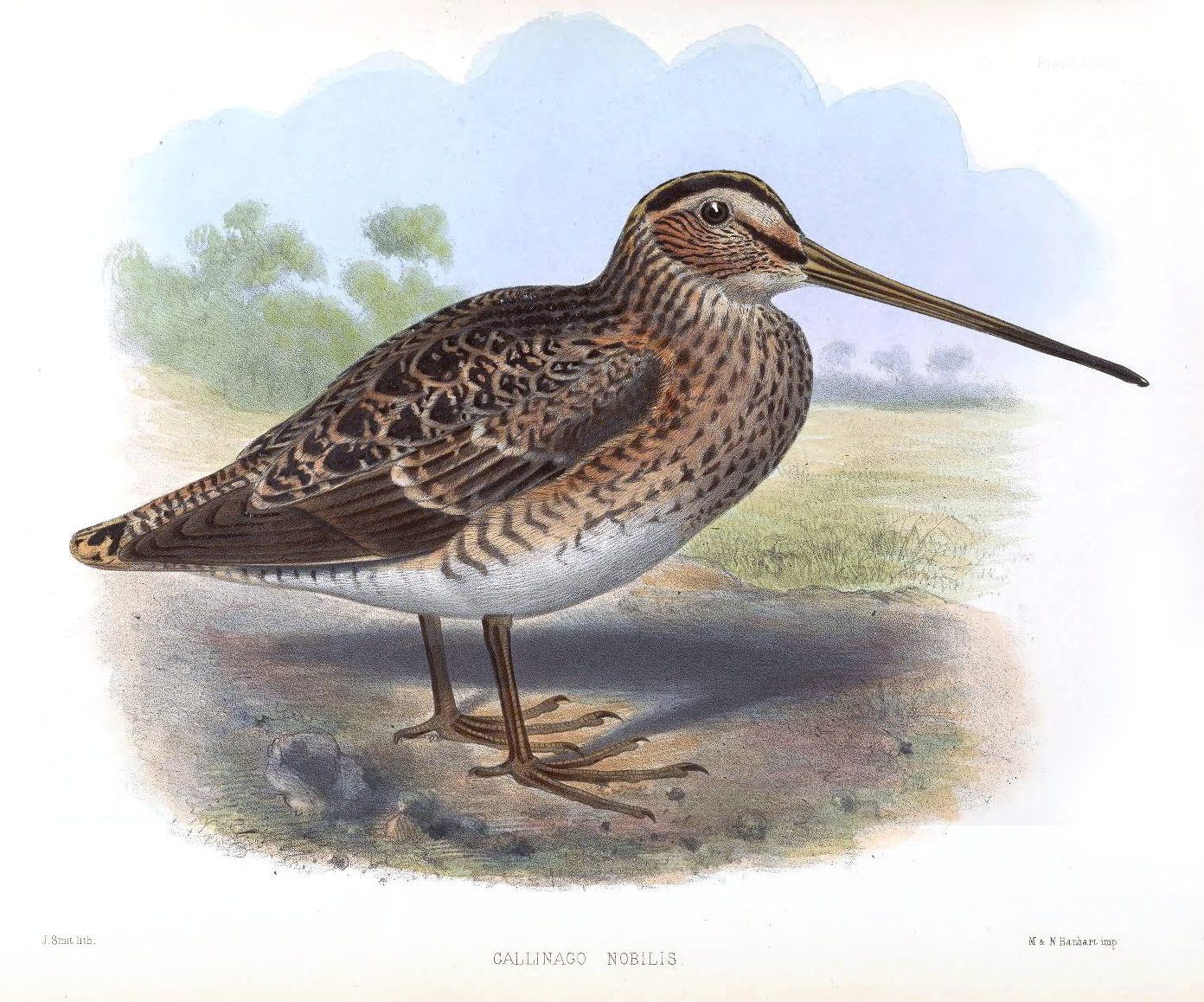

Liknande andinsk beckasin som förekommer i ädelbeckasinens utbredningsområde har bredare vingar, bandad buk och mörk ovansida. Amerikansk beckasin och sydamerikansk beckasin kan förekomma som förbipasserade flyttfåglar, men dessa är mindre, har spetsigare vingar och en vit vingbakkant.

### Läte
Ädelbeckasinens läte är klart och melodiskt. Under spelflykten flyger den högt i cirklar för att plötsligt störtdyka, varvid dess yttre stjärtpennor skapar ett ljud genom att vibrera, likt amerikansk beckasin men mörkare.

## Utbredning och systematik
Ädelbeckasinen är stannfågel i Anderna från Colombia till sydvästra Venezuela, Ecuador och norra Peru. Den behandlas som monotypisk, det vill säga att den inte delas in i några underarter.

## Levnadssätt
Ädelbeckasinen förekommer i höglänta våtmarker mellan 2.700 och 4.200 meters höjd. Den uppträder ensam eller i par, men är mycket svår att få syn på när den står stilla i sin kamouflerande dräkt. Fågeln födosöker genom att trycka ner sin långa näbb ner i gyttjan på jakt efter insekter och maskar. Den häckar från mars till juli.

## Status och hot
Arten har ett stort utbredningsområde, men tros minska i antal till följd av jakt och habitatförstörelse. Internationella naturvårdsunionen IUCN kategoriserar därför ädelbeckasinen som nära hotad (NT). Världspopulationen uppskattas till mellan 2 500 och 15 000 adulta individer.